# Esteban Ocon
Esteban José Jean-Pierre Ocon-Khelfane (n. 17 septembrie 1996, Évreux, Haute-Normandie, Franța) este un pilot de curse francez care concurează în Campionatul Mondial de Formula 1 pentru echipa Haas. El și-a făcut debutul în Formula 1 pentru Manor Racing la Marele Premiu al Belgiei din 2016, înlocuindu-l pe Rio Haryanto.
S-a mutat la Force India, alături de pilotul mexican Sergio Pérez pentru sezoanele de Formula 1 din 2017 și 2018. Ocon a făcut parte din programul de dezvoltare a piloților Mercedes și a lucrat ca pilot de rezervă pentru Mercedes în 2019, până la mutarea sa la Renault în 2020. El a urcat pe primul său podium de Formula 1 la Marele Premiu al Sakhirului din 2020 și a obținut prima sa victorie la Marele Premiu al Ungariei din 2021. După o campanie mai puțin reușită în 2022, în timpul căreia a devenit primul coechipier care l-a depășit pe Fernando Alonso în campionat de la Jenson Button în 2015, Ocon a obținut al treilea său podium la Marele Premiu al Principatului Monaco din 2023. În 2024 - ultimul său sezon la Alpine - Ocon a realizat primul său tur rapid din carieră, urmat de al patrulea podium din carieră la Marele Premiu de la São Paulo.
Ocon a părăsit Alpine după Marele Premiu al Qatarului din 2024 și s-a alăturat echipei Haas începând din 2025.

## Cariera în Formula 1
Cariera sa din Formula 1 a început la Lotus în 2014. El a fost selectat pentru programul de piloți tineri acolo. Primele sale tururi cronometrate au fost programate pe circuitul Yas Marina pentru Marele Premiu de la Abu Dhabi. A condus 28 de tururi în timpul antrenamentelor libere. În 2015 i s-a solicitat testarea pentru Force India, a trecut la DTM și apoi i s-a cerut să devină pilot de teste la echipa Mercedes.

### 2016: Manor
În 2016 s-a mutat înapoi la Lotus, care a fost cumpărat de Renault pentru a fi pilotul lor de rezervă în 2016. Însă prima sa cursă nu a fost la Renault, ci la Manor. El i-a luat locul lui Rio Haryanto la Marele Premiu al Belgiei și a rămas acolo pentru a conduce în toate cursele sezonului. Nu a marcat niciun punct, dar a putut fi mai rapid în ultimele 2 curse decât colegul de echipă, Pascal Wehrlein. Problemele financiare au fost sfârșitul lui Manor, iar Ocon a trebuit să caute un nou loc pentru 2017.

### 2017-2018: Force India

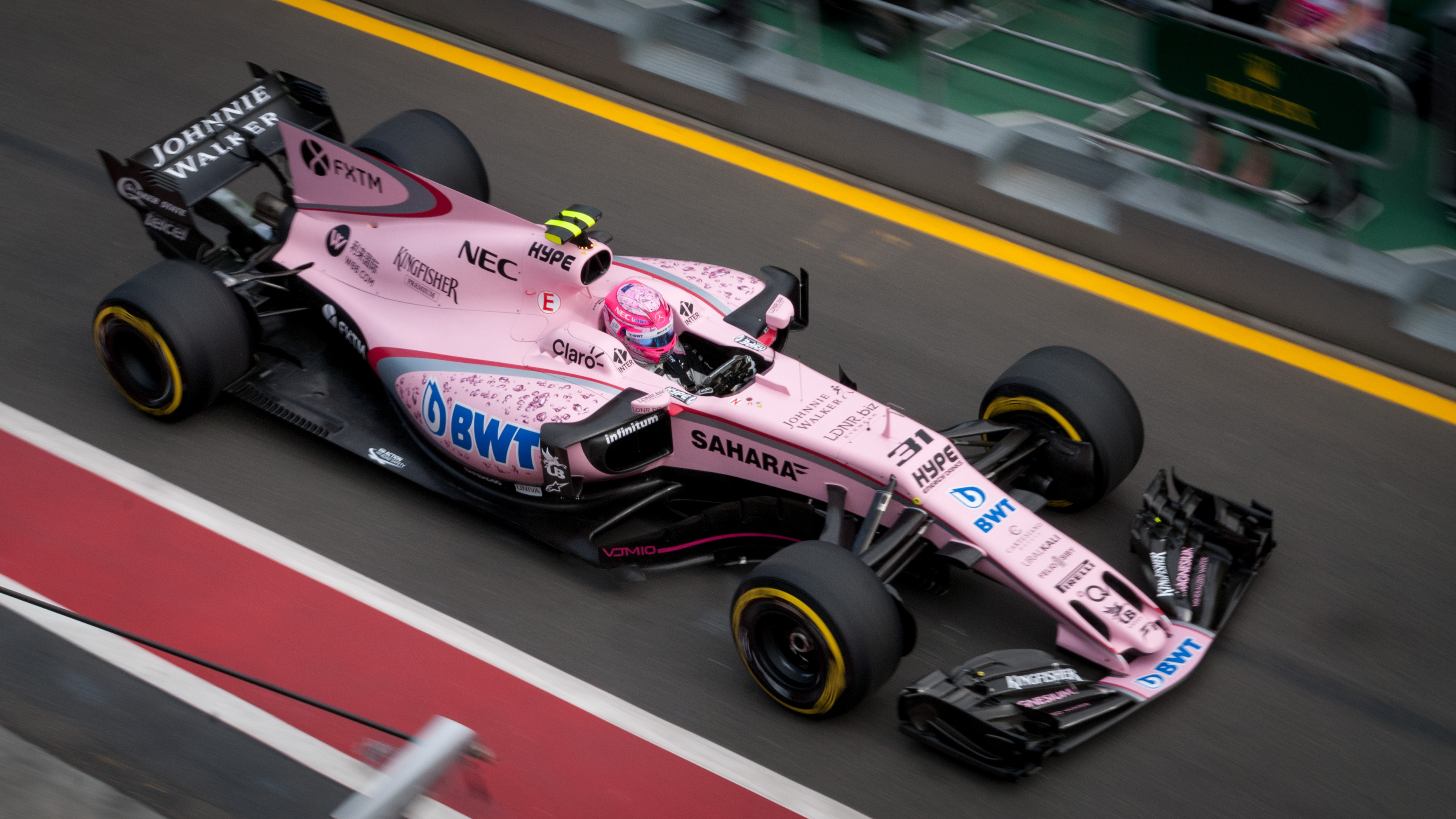
Ocon în.

Esteban a obținut un loc la Force India pentru a-l înlocui pe Nico Hülkenberg care a părăsit echipa pentru a semna cu Renault. Ocon a avut un prim sezon foarte bun la Force India. Performanța lui a fost constantă. S-a retras o singură dată, în Brazilia, deoarece a fost lovit de Romain Grosjean, și s-a izbit de barieră. A marcat 87 de puncte în 2017, iar cea mai bună poziție a fost pe locul 5 în Mexic și Spania.
Pentru 2018 a rămas la Force India alături de Sergio Pérez. Ambii piloți s-au confruntat cu greu și s-au ciocnit de mai multe ori. În Singapore, Pérez l-a împins pe Ocon în peretele din virajul 3 imediat după început și a trebuit să se retragă. Deși Ocon s-a calificat pe locul 3 în Belgia, el a fost înlocuit de Lance Stroll. Cel mai rău moment al lui în 2018 a fost în Marele Premiu al Braziliei când s-a ciocnit cu liderul cursei, Max Verstappen. Ocon încerca să-și anuleze handicapul de un tur în turul 44, dar l-a lovit pe Verstappen. Ambii piloți au ieșit în afara pistei, iar Verstappen și-a pierdut conducerea în fața lui Lewis Hamilton. Verstappen a fost foarte supărat după cursă și l-a bruscat pe Ocon.

### 2020-2024: Renault / Alpine
În sezonul din 2019, Ocon a fost pilot de rezervă la Mercedes. Zvonurile erau că va reveni pe grilă în 2020 la Mercedes pentru a-l înlocui Valtteri Bottas și va conduce alături de Lewis Hamilton. Pe 29 august 2019 s-a anunțat că Ocon a semnat un contract de 2 ani la Renault unde va conduce lângă Daniel Ricciardo.
La revenirea ca pilot de cursă în 2020, Ocon a avut un sezon satisfăcător. Deși mai mereu în urma coechipierului său și cu prezențe sporadice în puncte, el a reușit totuși primul său podium în Formula 1 în Marele Premiu al Sakhirului după ce a terminat pe locul 2. Ocon a terminat sezonul pe locul 12 în campionatul mondial, acumulând 62 de puncte.
Renault s-a redenumit în Alpine F1 Team pentru sezonul 2021. Echipa l-a semnat pe dublul campion mondial Fernando Alonso ca partener al lui Ocon după ce Daniel Ricciardo a plecat la McLaren. Ocon s-a clasat pe locul nouă la Marele Premiu al Emiliei-Romagna din 2021, a doua cursă a anului, în fața lui Alonso pe locul zece, câștigând echipei primele puncte ale echipei din sezon. Ocon a început de pe locul opt Marele Premiu al Ungariei. Mai multe coliziuni din față l-au adus pe locul doi după primul viraj, care a devenit locul 1 când liderul cursei, Lewis Hamilton, a intrat la boxe pentru anvelope pentru vreme uscată cu un tur mai târziu decât restul grilei. Ocon a păstrat conducerea pentru restul cursei, apărându-se în fața lui Sebastian Vettel pentru a lua prima victorie a sa și a lui Alpine în Formula 1. Această victorie a fost urmată de clasări în puncte la următoarele trei curse. Marele Premiu al Turciei s-a desfășurat în condiții umede, iar Ocon a terminat pe locul zece după ce a parcurs întreaga distanță de cursă cu un set de anvelope intermediare. Aceasta a fost prima dată când un pilot a parcurs o distanță completă de cursă fără a face o oprire la boxe din 1997 încoace. Un loc 5 la Marele Premiu al Qatarului a fost urmat de aproape o clasare pe podium la Marele Premiu al Arabiei Saudite din 2021; Ocon a condus pentru scurt timp cursa la prima reluare și a rulat pe locul trei pentru cea mai mare parte a cursei, dar a fost depășit de Valtteri Bottas cu puțin înainte de steagul în carouri, terminând cu doar 0,102 secunde în urmă. Ocon a încheiat sezonul pe locul 11 în campionatul piloților, înscriind 74 de puncte față de cele 81 ale lui Alonso.

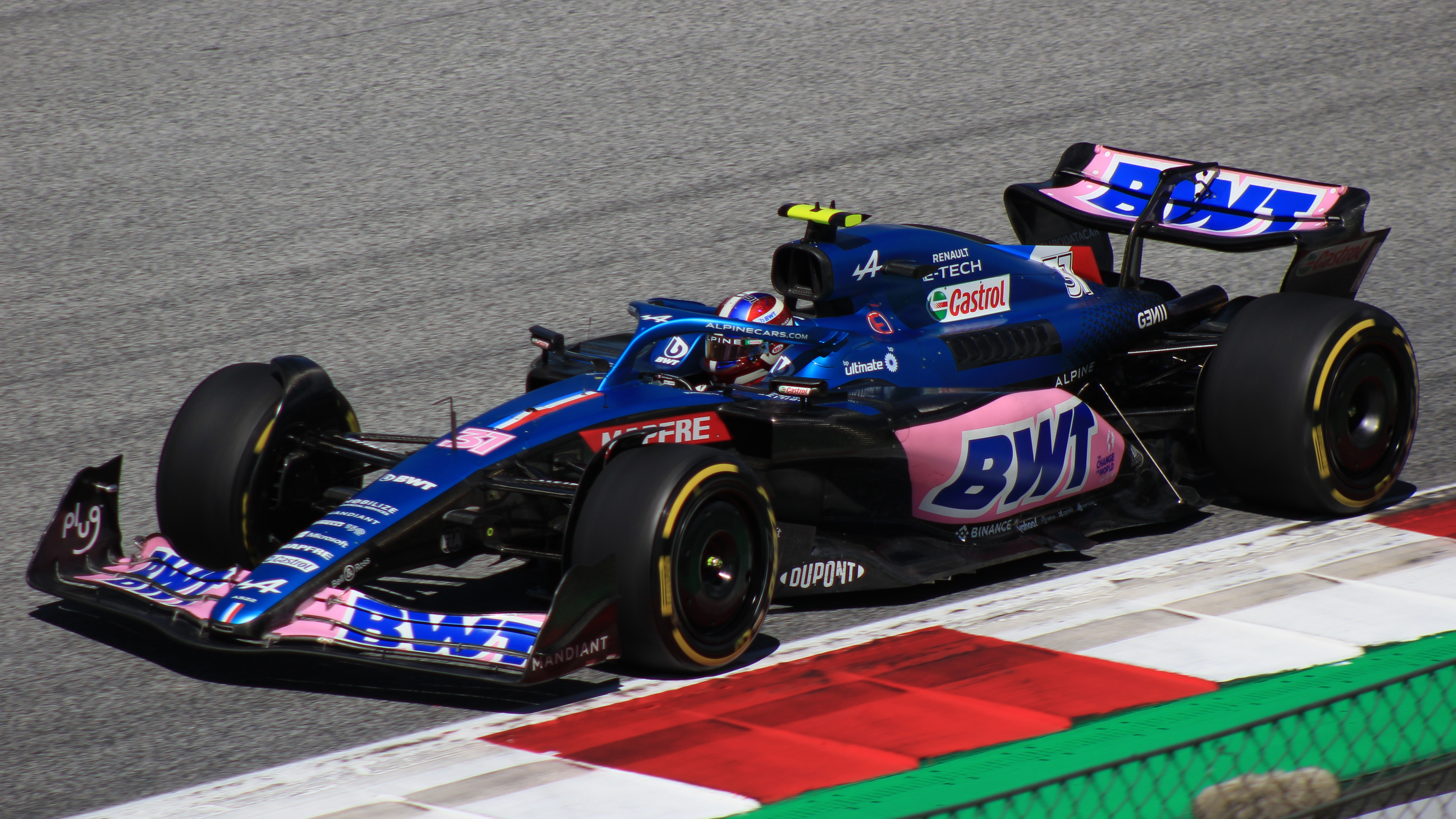
Ocon în.

Alpine i-a reținut pe Ocon și Alonso pentru sezonul 2022. Ocon a terminat pe locul șapte la Marele Premiu al Bahrainului din 2022, cursa de deschidere a sezonului, în ciuda faptului că a primit o penalizare pentru ciocnirea cu Mick Schumacher. S-a calificat pe locul cinci și a terminat pe locul șase la Marele Premiu al Arabiei Saudite, unde o luptă strânsă cu Alonso s-a încheiat cu Ocon fiind ordonat de către echipă să-și mențină poziția. Un accident în antrenamentele pentru Marele Premiu de la Miami l-a forțat să rateze calificările și să plece ultimul pe grilă. El și-a revenit în cursă pentru a termina pe locul nouă și a fost promovat pe locul opt când Alonso a primit o penalizare. La Marele Premiu al Spaniei, Ocon s-a calificat pe locul doisprezece și a terminat pe locul șapte, în fața lui Alonso. După o retragere din Marele Premiu al Marii Britanii, au urmat cinci clasări în puncte, inclusiv locul cinci la Marele Premiu al Austriei. Cel mai bun rezultat al sezonului pentru Ocon a venit la Marele Premiu al Japoniei, unde l-a reținut pe Lewis Hamilton pentru a termina al patrulea în cursă.
Pentru 2023, a avut parte de un nou coechipier, fostul rival de karting Pierre Gasly, după ce ce Alonso a plecat la Aston Martin. La Marele Premiu al Bahrainului, cursa de deschidere a sezonului, Ocon a primit penalizări pentru că a fost în afara poziției pe grilă, nu a executat corect pedeapsa și pentru că a depășit viteza pe linia boxelor. În cele din urmă, s-a retras din cursă din cauza unor probleme mecanice. A început de pe locul șase și a marcat primele puncte ale sezonului la Marele Premiu al Arabiei Saudite, terminând pe locul opt. S-a calificat pe locul al treilea pentru Marele Premiu al Principatului Monaco, după ce Charles Leclerc a primit o penalizare în fața sa. Ocon s-a apărat de Carlos Sainz Jr. în prima jumătate a cursei, dar a pierdut un loc în fața lui George Russell în timpul opririlor la boxe. O greșeală și o penalizare a lui Russell i-au permis lui Ocon să se întoarcă pe locul trei, câștigându-i al treilea podium în carieră și premiul Pilotul Zilei. El a terminat Marele Premiu al Qatarului pe locul șapte, în ciuda condițiilor meteorologice toride care l-au făcut să vomite în cască. El a încheiat sezonul pe locul 12 în Campionatul Mondial al Piloților, cu 58 de puncte acumulate.
Ocon a continuat la Alpine alături de Pierre Gasly și pentru 2024. Testele din presezon au arătat că echipa era în urmă cu pregătirea, iar ambii piloți s-au calificat pe locurile din spate pentru Marele Premiu al Bahrainului. Ocon a ajuns pentru prima dată în Q2 la Marele Premiu al Australiei, dar a terminat pe locul 16. Primele puncte pentru Alpine au venit la Marele Premiu de la Miami, unde Ocon a urcat de pe locul 13 pe zece. El s-a retras apoi din cursa de la Monaco după ce s-a ciocnit cu Gasly, asumându-și responsabilitatea pentru incident. La scurt timp după aceea, Alpine a anunțat că Ocon va părăsi echipa la sfârșitul sezonului. În Canada, ordinele de echipă i-au cerut lui Ocon să cedeze locul nouă lui Gasly, supărându-l pe Ocon atunci când Gasly nu a reușit să profite de această manevră. Ulterior, Ocon a obținut puncte în Spania și Belgia. A urmat o serie de șase curse fără puncte înainte ca Alpine să obțină un dublu podium la Marele Premiu de la São Paulo, afectat de ploaie, Ocon terminând al doilea, în spatele lui Max Verstappen. Ocon a condus pentru scurt timp cursa, dar a fost depășit de Verstappen. Ocon a fost înlocuit de Jack Doohan pentru Marele Premiu de la Abu Dhabi, ultima cursă a sezonului, ca parte a unei înțelegeri care îi permite lui Ocon să se alăture echipei Haas pentru testele postsezon. Ocon a mulțumit Alpine într-un mesaj pe Instagram, exprimându-și dezamăgirea pentru plecarea timpurie și reflectând asupra timpului petrecut cu echipa.

## Statistici în Formula 1
| Sezon | Echipă                                                       | Puncte | Poz. |
| ----- | ------------------------------------------------------------ | ------ | ---- |
| 2024  | Alpine-Renault (23 de etape)                                 | 23     | 14   |
| 2023  | Alpine-Renault                                               | 58     | 12   |
| 2022  | Alpine-Renault                                               | 92     | 8    |
| 2021  | Alpine-Renault                                               | 74     | 11   |
| 2020  | Renault                                                      | 62     | 12   |
| 2018  | Force India-Mercedes (7 etape) Force India-Sahara (12 etape) | 49     | 12   |
| 2017  | Force India-Mercedes                                         | 87     | 8    |
| 2016  | MRT-Mercedes (9 etape)                                       | 0      | 23   |

## Legături externe
- Site web oficial
- Esteban Ocon sumarul carierei pe DriverDB.com